# Wolfgang Kulterer
Wolfgang Kulterer (* 17. Dezember 1953 in Hörzendorf, Sankt Veit an der Glan) ist ein ehemaliger österreichischer Bankmanager. Er war Vorstandsvorsitzender und später kurzzeitig Aufsichtsratsvorsitzender der Kärntner Hypo Alpe-Adria-Bank.

## Leben
Wolfgang Kulterer wuchs in Sankt Veit an der Glan auf. Er besuchte die Unterstufe des Gymnasiums in Klagenfurt, absolvierte dann die Höhere Bundeslehr- und Forschungsanstalt für Landwirtschaft, Landtechnik und Lebensmittel- und Biotechnologie, das Francisco Josephinum, in Wieselburg in Niederösterreich, wo er 1974 die Matura ablegte. Es folgte ein Studium an der Wirtschaftsuniversität Wien, das er 1979 abschloss. Seine Berufslaufbahn begann Kulterer bei der Firma Waagner-Biro in Wien, nebenbei schrieb er seine Dissertation mit dem Titel Marketing für Investitionsgüter. Im Jahr 1981 war er Trainee in der Genossenschaftlichen Zentralbank AG (seit 1989 Raiffeisen Zentralbank) in Wien. Nach einem Post-Graduate-Studium an der Harvard Business School in Lausanne 1986 wurde er als Sanierungsmanager in eine lokale Kärntner Raiffeisenbank entsandt. 1988 wurde Kulterer Geschäftsführer in der RLB Kärnten.
Im November 1992 wurde er von Landeshauptmann Christof Zernatto in den Vorstand der Kärntner Landeshypotheken-Bank berufen. Das Geldinstitut hatte kurz zuvor die Grazer Wechselseitige Versicherung als Partner ins Boot geholt. Die Bilanzsumme der Bank belief sich zu diesem Zeitpunkt auf 1,87 Mrd. Euro (25,8 Mrd. Schilling). Die damalige FPÖ Jörg Haiders kritisierte die Bestellung aufgrund Kulterers Provenienz aus der Raiffeisenbank.
Die Hypo wurde in eine Aktiengesellschaft umgewandelt, Kulterer trieb die Expansion gemeinsam mit seinem Vorstandskollegen Jörg Schuster beharrlich voran. Nach dem Zerfall Jugoslawiens setzte er bald auf die Nachfolgestaaten, 1995 wurde das Institut in Hypo Alpe-Adria-Bank umbenannt. Die Expansion begann vorerst mit Leasing-Gesellschaften in Slowenien und Kroatien, wo 1997 die kroatische Hypo-Tochter ins Leben gerufen wurde. In rascher Folge wurden weitere Beteiligungen eingegangen und Bankentöchter gegründet, stets war Kulterer die treibende Kraft. 2005 wurde eine Bilanzsumme von 24,23 Mrd. Euro erzielt.
Wolfgang Kulterer geriet 2006 in die Kritik, da Bilanzfälschungen im Zusammenhang mit Swapgeschäften bei der Hypo-Alpe Bank bekannt wurden. Er musste daraufhin seinen Posten als Vorstandsvorsitzender räumen und wechselte trotz der Vorwürfe auf Betreiben des Landeshauptmanns Jörg Haider in den Aufsichtsrat; Gleichwohl wollte er weiterhin seine Vorstandsbezüge erhalten. Nach politischem Druck und Medienkritik hat Kulterer schließlich alle vertraglichen Ansprüche durch den Vorstandsposten abgegeben, obwohl sein Vertrag offiziell noch bis 2011 lief. Gegen Kulterer war auch ein Amtsenthebungsverfahren wegen nicht ordnungsgemäßer Bilanzierung ausständig – dem er durch den Wechsel in den Aufsichtsrat zu entgehen versuchte.

## Juristisches Nachspiel
Am 17. September 2008 wurde bekannt, dass Kulterer sich gemeinsam mit Günter Striedinger sowie dem weiterhin im Amt befindlichen Hypo-Alpe-Adria-Vorstand Thomas Morgl ab 28. Oktober 2008 wegen Bilanzfälschung nach den Swap-Verlusten vor Gericht verantworten musste. Während des Prozesses erweiterte die Staatsanwaltschaft die Anklage gegen Kulterer auch auf Beweismittelfälschung. Eine Zeugin hatte ausgesagt, dass sie eine Urkunde auf Anweisung Kulterers zurückdatieren sollte. Am 18. November 2008 wurde Kulterer rechtskräftig zu einer Geldstrafe in Höhe von 140.000 Euro verurteilt (280 Tagessätze zu je 500 Euro).
Am 13. August 2010 wurde Kulterer verhaftet. Zwei Tage später wurde gegen ihn Untersuchungshaft wegen Flucht-, Verdunkelungs- und Tatbegehungsgefahr verhängt. Es bestehe der Verdacht auf Untreue, Geldwäsche, Bilanzfälschung, Bildung einer kriminellen Vereinigung sowie Verstöße gegen finanzstrafrechtliche Vorschriften. Im November 2010 wurde Anklage wegen Untreue und Falschaussage erhoben. In anderen gravierenden Vorwürfen wurde ebenso gegen Kulturer ermittelt. Am 29. März 2011 wurde Kulterer in einem Verfahren, bei dem er in Zusammenhang mit Kreditvergaben an die Styrian Spirit und an einen Privatdetektiv wegen Untreue angeklagt war, in erster Instanz freigesprochen. Der Staatsanwalt legte Nichtigkeitsbeschwerde ein. Im Wiederholungsprozess wurde Kulterer am 8. Februar 2013 zu einer Haftstrafe von zweieinhalb Jahren verurteilt.
Im „Hypo III-Prozess“ wurde Kulterer am 24. Mai 2012 am Landesgericht Klagenfurt wegen Untreue nicht rechtskräftig zu dreieinhalb Jahren unbedingter Haft verurteilt. Am 2. Juli 2013 bestätigte der Oberste Gerichtshof dieses Urteil. Knapp eineinhalb Monate später, am 19. August 2013 lag die schriftliche Urteilsausführung durch den Obersten Gerichtshof vor. Somit muss Wolfgang Kulterer binnen eines Monats die Haftstrafe antreten. Das seit 2010 anhängige Strafverfahren wegen Untreue im Zusammenhang mit der Kreditvergabe an den ehemaligen Kärntner FPÖ-Politiker und Hotelier Heinz Anton Marolt wurde im Jänner 2014 eingestellt. Dem Vorstand der Hypo Alpe Adria steht es nun offen, ob er einen Fortführungsantrag des Strafverfahrens gegen Kulterer stellt.
Zwischen April 2015 und Oktober 2016 musste sich Kulterer gar in fünf weiteren Fällen vor Gericht verantworten. Bei den Prozessen „Paradiso“, „Heli Kompanija“, „Amfora Maris“ und „Jacques Lemans“ lautete die Anklage jedes Mal Untreue bei Kreditvergaben. Kulterer wurde in allen vier Fällen freigesprochen. Dann folgte ein Ausreißer. Im Unterschied zu den ersten vier Prozessen endete der „Skiper-Prozess“ – ebenso eine Untreue-Anklage wegen Kreditvergabe – für Kulterer und den Mitangeklagten Striedinger mit einer Verurteilung von vier Jahren und einem Monat (Zusatzstrafe, somit insgesamt 10 Jahre – damit wäre der Strafrahmen dieses Deliktes ausgeschöpft).
im November 2019 wurde er rechtskräftig im Skiper-Prozess zu einer Zusatzstrafe in Höhe von zwei Jahren, sieben Monaten und zehn Tagen verurteilt.
Im Jänner 2020 ist erneut Anklage mit dem Vorwurf der Untreue erhoben worden, diesmal ging es um das Schlosshotel Velden.